# زلاتوتوفسک
زلاتوتوفسک (به لاتین: Zlatoutovsk) یک منطقهٔ مسکونی در روسیه است که در استان آمور واقع شده‌است.